# Hamburg Vikings
Die Hamburg Vikings waren der erste Verein für American Football in Hamburg der an einem regulären Spielbetrieb teilgenommen hat. Der Verein wurde im Jahr 1980 gegründet und existierte bis 1981. Am Spielbetrieb der Nordwestdeutschen Football Liga wurde von 1980 bis 1981 teilgenommen.

## Geschichte
Gegründet wurde die Mannschaft im Juli 1980. Es handelte sich um einen Zusammenschluss, der bisher nicht spielfähigen Teams, Harbourtown Buffaloes und Hamburger Piraten. Infolge einer Verwechslung wurde der Gebrauchtwagenhändler Dieter Ziemann, der ins amerikanische Konsulat in Hamburg eingeladen war und mit dem ehemaligen HSV-Manager Dr. Peter Krohn verwechselt wurde, von den footballbegeisterten Amerikanern gebeten, doch Football in Hamburg hoffähig zu machen, der erste Sponsor.
Nach der Gründung starteten die Hamburg Vikings 1980 in der Nordwestdeutschen Football Liga. Die Mannschaft trug ihre Heimspiele auf dem Sportplatz Höpen im Stadtteil Langenhorn aus. Das erste Punktspiel wurde im August 1980 vor rund 1000 Zuschauern mit 0:54 gegen die Cologne Crocodiles verloren. (Spieler-)Trainer war Dieter Wallraff, der in den Vereinigten Staaten mit der Sportart in Berührung gekommen war. Allerdings schon nach acht Spielen in der darauffolgenden Saison wurde das Team aufgrund einer Sperre des Verbandes vom Ligabetrieb ausgeschlossen. Ein paar Wochen später wurde der Verein Hamburg Dolphins gegründet und der Spielbetrieb unter neuem Namen wieder aufgenommen.